# Elena Ballesteros
Pour les articles homonymes, voir Ballesteros.
María Elena Ballesteros Triguero, née à Madrid le 6 juillet 1981, connue sous le nom d'Elena Ballesteros, est une actrice espagnole de cinéma et de télévision.

## Biographie
Elle a commencé par faire des publicités, tout en participant à des castings pour réaliser son rêve de devenir actrice. Cette opportunité s'est présentée avec le rôle de Lola dans la série Más que amigos, à l'âge de 15 ans, en 1996. Elle y a partagé la distribution avec Paz Vega, Melani Olivares et Alberto San Juan, entre autres. Parallèlement, elle est la présentatrice du programme pour enfants Club Disney, ce qui l'empêche de faire partie du casting de Compañeros, bien qu'elle ait été sélectionnée après le casting.
Cette série a été suivie de Periodistas, où elle a joué la fille de José Coronado. Ce rôle l'a rendue très populaire et lui a ouvert les portes du cinéma. Depuis lors, elle a tourné sous les ordres de réalisateurs tels que Manuel Iborra, Gerardo Herrero, Mariano Barroso et Roger Young. Il convient de mentionner Café solo o con ellas d'Álvaro Díaz Lorenzo, l'un des films espagnols les plus rentables de 2007. Il convient également de mentionner La habitación de Fermat (La chambre de Fermat), qui a connu une grande carrière internationale. En 2009, il a tourné, à Buenos Aires, le film Propios y extraños du réalisateur Manolo González, dont le scénario a été primé par l'ASGAE.
Elle retourne à la télévision, jouant dans la sitcom musicale Paco y Veva aux côtés de Hugo Silva, puis dans Mesa para cinco et la série à suspense Motivos personales. Au cours de l'été 2007, elle a commencé à tourner une production télévisée qui a été diffusée sur Antena 3 sous le titre La familia Mata, dans laquelle elle partageait le rôle principal avec l'acteur Daniel Guzmán. En juillet 2011, elle a présenté la série Punta Escarlata pour la chaîne de télévision Telecinco.
Depuis juin 2011, elle tient un blog personnel sur le site Fotogramas intitulé Ahora que lo pienso.....
Au théâtre, elle a participé à la production de la pièce Perfectos desconocidos, dirigée par Daniel Guzmán.

## Vie privée
Elle était la compagne de son collègue acteur Paco Marín, avec qui elle a eu une fille en 2004.

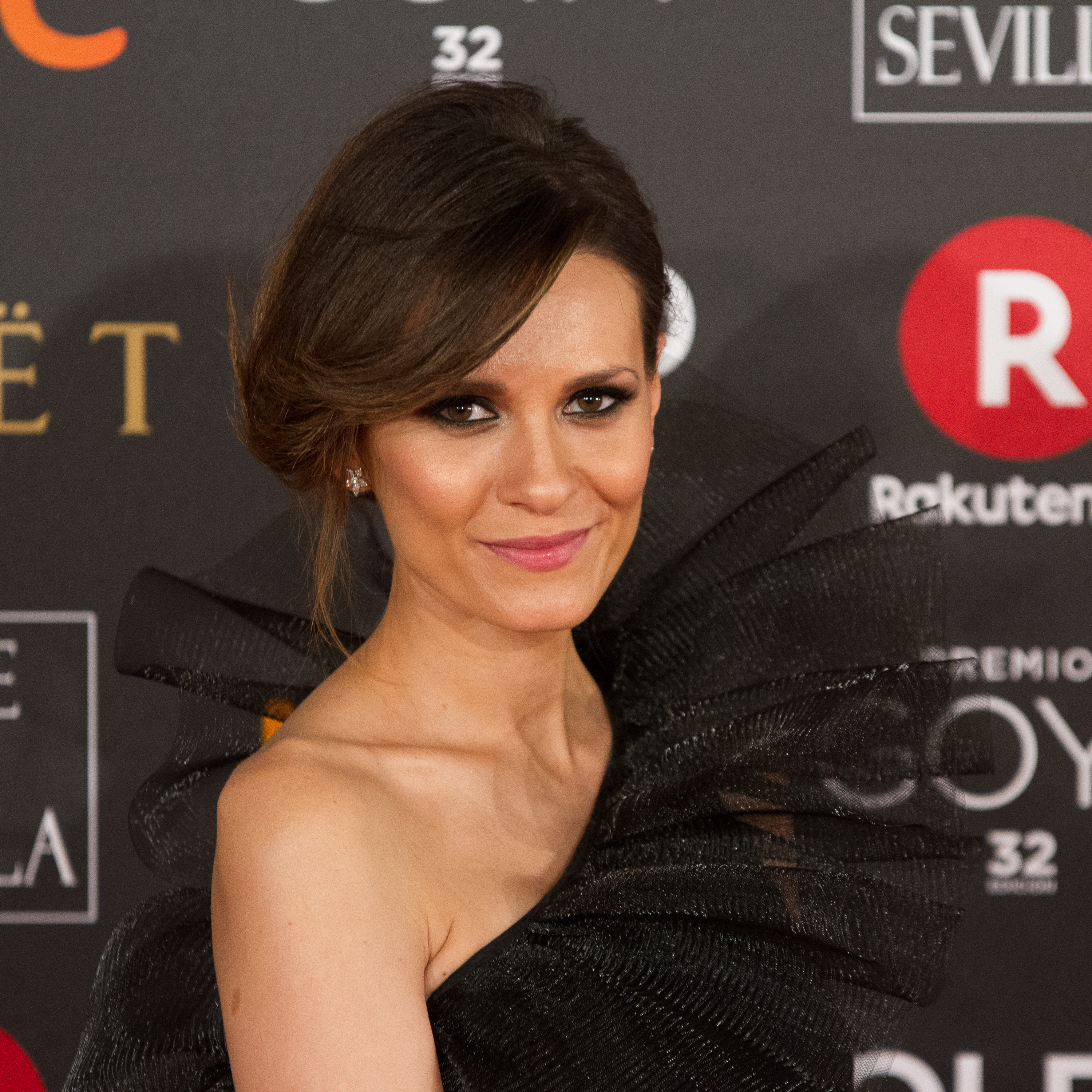
Elena Ballesteros aux Goya Awards 2018

Elle s'est mariée le 23 juillet 2010 avec le comédien Dani Mateo, qu'elle a rencontré sur le tournage de La familia Mata. Au début du mois de juillet 2016, tous deux ont confirmé leur divorce après 8 ans de vie commune.
Elle a une sœur : l'actrice Paula Ballestreros.
Le 8 juillet 2017, elle a épousé le biologiste Juan Antonio Susarte Sánchez-Rex par mariage civil.

## Filmographie

### Cinéma
| Année | Titre                            | Personnage | Réalisateur                       |
| ----- | -------------------------------- | ---------- | --------------------------------- |
| 2000  | Kasbah                           | Laura      | Mariano Barroso                   |
| 2001  | Clara y Elena                    | Elena      | Manuel Iborra                     |
| 2002  | El lugar donde estuvo el paraíso | Ana        | Gerardo Herrero                   |
| 2003  | Mi padre, Emperador              | Octavia    | Roger Young                       |
| 2004  | Un año en la Luna                | Sonia      | Antonio Gárate                    |
| 2006  | El ciclo Dreyer                  | Elena      | Álvaro del Amo                    |
| 2007  | Café solo o con ellas            | Alma       | Álvaro Díaz Lorenzo               |
| 2007  | La habitación de Fermat          | Olivia     | Luis Piedrahita et Rodrigo Sopeña |
| 2010  | Propios y extraños               | Sandra     | Manolo González                   |
| 2011  | Lo contrario al amor             | Sandra     | Vicente Villanueva                |
| 2013  | Como todas las mañanas           | Lucía      | Toni Nievas                       |
| 2015  | Reverso                          | Marta      | Carlos Martín                     |

### Télévision
| Année              | Titre                                 | Personnage               | Chaîne      | Notes         |
| ------------------ | ------------------------------------- | ------------------------ | ----------- | ------------- |
| 1996 - 1997        | Club Disney                           | Ella misma               | La 1        | Présentatrice |
| 1997 - 1998        | Más que amigos                        | Lola                     | Telecinco   | 21 épisodes   |
| 1998 - 2002        | Periodistas                           | Isabel Sanz              | Telecinco   | 82 épisodes   |
| 2003               | Imperium: Augustus                    | Octavia                  | Telecinco   | Téléfilm      |
| 2004               | Paco y Veva                           | Veva                     | La 1        | 18 épisodes   |
| 2005               | Motivos personales                    | Silvia Márquez           | Telecinco   | 13 épisodes   |
| 2005               | Siete vidas                           | Olivia                   | Telecinco   | 1 épisode     |
| 2006               | Mesa para cinco                       | Cristina                 | La Sexta    | 7 épisodes    |
| 2007 - 2009        | La familia Mata                       | Susana Mata              | Antena 3    | 36 épisodes   |
| 2011               | Punta Escarlata                       | Eva Jiménez              | Telecinco   | 9 épisodes    |
| 2013               | Frágiles                              | Olga                     | Telecinco   | 1 épisode     |
| 2014               | Los misterios de Laura                | Nuria Valle              | La 1        | 1 épisode     |
| 2014               | Ciega a citas                         | Rebeca de la Torre       | Cuatro      | 25 épisodes   |
| 2014               | Cuéntame un cuento: Los tres cerditos | Elena                    | Antena 3    | 1 épisode     |
| 2015               | B&b, de boca en boca                  | Maite Gasca              | Telecinco   | 3 épisodes    |
| 2018               | Apaches                               | Cris                     | Antena 3    | 12 épisodes   |
| 2018 - 2020        | Cuéntame cómo pasó                    | Sara                     | La 1        | 9 épisodes    |
| 2021               | La que se avecina                     | Carolina                 | Prime Video | 4 épisodes    |
| 2021 - aujourd'hui | Servir y proteger                     | Carolina "Carol" Hidalgo | La 1        | ? épisodes    |

## Radio
- Qué asco de verano (2014) avec Dani Mateo sur Cadena SER.
- El Palomar (Oh My LOL) sur Cadena SER.